# Margaret Weis
Margaret Edith Weis (n. 16 martie 1948 , Independence, Missouri, Statele Unite) este o autoare americană de romane de fantezie. Împreună cu Tracy Hickman, este unul dintre creatorii originali ai universului Dragonlance. Margaret a scris și alte numeroase romane și povestiri scurte care au acțiunea în diferite lumi fantastice.

## Lucrări

### Dragonlance
- Dragonlance Chronicles:
  1. Dragons of Autumn Twilight1 (1984)
  2. Dragons of Winter Night1 (1985)
  3. Dragons of Spring Dawning1 (1985)
- Dragonlance Legends:
  1. Time of the Twins1 (1986), ISBN 	0-7869-1804-7
  2. War of the Twins1 (1986)
  3. Test of the Twins1 (1986)
- The Second Generation1 (1994)
- Dragons of Summer Flame1 (1996)
- Kang's Regiment:
  1. The Doom Brigade² (1996)
  2. Draconian Measures² (2000)
- The Raistlin Chronicles:
  1. The Soulforge (1998)
  2. Brothers in Arms² (1999)
- The War of Souls:
  1. Dragons of a Fallen Sun1  (2000) (Câștigător în 2000 al Origins Award pentru Cel mai bun joc bazat pe un roman [2])
  2. Dragons of a Lost Star1 (2001)
  3. Dragons of a Vanished Moon1 (2002)
- The Dark Disciple:
  1. Amber and Ashes (2004)
  2. Amber and Iron (2006)
  3. Amber and Blood (2008)
- The Lost Chronicles:
  1. Dragons of the Dwarven Depths1 (2006)
  2. Dragons of the Highlord Skies1 (2007)
  3. Dragons of the Hourglass Mage1 (vara 2009)[3]

1 (co-author Tracy Hickman)

² (co-author Don Perrin)

### Endless Quest
1. The Endless Catacombs (1984)

### Darksword
(co-author Tracy Hickman)
1. Forging the Darksword  (1987)
2. Doom of the Darksword (1988)
3. Triumph of the Darksword (1988)
4. Legacy of the Darksword (1997)
5. Darksword Adventures (1988)

### Rose of the Prophet
(co-autor Tracy Hickman)
1. The Will of the Wanderer  (1988)
2. Paladin of the Night  (1989)
3. The Prophet of Akhran  (1989)

### Star of the Guardians
1. The Lost King  (1990)
2. King's Test (1991)
3. King's Sacrifice (1991)
4. Ghost Legion (1993)

### The Death Gate Cycle
(co-autor Tracy Hickman)
1. Dragon Wing  (1990)
2. Elven Star  (1991)
3. Fire Sea  (1992)
4. Serpent Mage  (1993)
5. The Hand of Chaos  (1993)
6. Into the Labyrinth  (1994)
7. The Seventh Gate  (1995)

### Mag Force 7
(co-autor Don Perrin)
1. The Knights of the Black Earth (1995)
2. Robot Blues (1996)
3. Hung Out (1997)

### Starshield
(co-autor Tracy Hickman)
1. Starshield: Sentinels  (1996)
2. Nightsword  (1998)

### Dragon's Disciple
(co-autor David Baldwin, fiul său)
1. Dark Heart  (1998)

### Sovereign Stone
(co-autor Tracy Hickman)
1. Well of Darkness  (2000)
2. Guardians of the Lost  (2001)
3. Journey into the Void  (2003)

### Dragonvarld
1. Mistress of Dragons  (2003)
2. The Dragon's Son  (2004)
3. Master of Dragons (2005)

### Angel Series
(co-autor, Lizz Weis, fiica ei)
1. Warrior Angel (2007)
2. Fallen Angel (2008)

### Dragonships of Vindras
(co-autor Tracy Hickman)
- Bones of the Dragon (2009)
- Secret of the Dragon (2010)
- Rage of the Dragon (2012)
- Doom of the Dragon (2016)